# Mary L. Trumpová
Mary Lea Trumpová, Mary L. Trump (* 3. května 1965 New York) je americká psycholožka, obchodnice a autorka. Je neteří prezidenta Donalda Trumpa. Její kniha z roku 2020, Too Much and Never Enough o Trumpovi a jeho rodině, se v den jejího vydání prodala téměř milion kopií. Přibližně v téže době založila svůj podcast The Mary Trump Show a začala být více zvaná do amerických televizních médií, většinou aby popsala chování svého strýce, Donalda Trumpa, z psychologického hlediska.

## Život
Mary Lea Trump se narodila 3. května 1965 pilotovi Fredu Trumpovi Jr. a letušce Lindě Clappové. Má starší bratra Freda Trumpa III. Trumpová vystudovala školu Ether Walker v roce 1983. Studovala anglickou literaturu na Tufts University, získala magisterský titul v anglické literatuře na Kolumbijské univerzitě, kde studovala díla Williama Faulknera. Je zároveň držitelem titulu PhD v klinické psychologii na Dernerově institutu pokročilých psychologických studií na univerzitě Adelphi University.

## Kariéra
Trumpová pracovala jeden rok v psychiatrickém centru na Manhattanu a pracovala na svém doktorském výzkumu. Trumpová přispěla do knihy Diagnosis: Schizophrenia, vydané nakladatelstvím Columbia University Press v roce 2002. Vyučovala postgraduální kurzy vývojové psychologie, traumatu a psychopatologie. Je zakladatelkou a výkonnou ředitelkou společnosti The Trump Coaching Group, společnosti pro životní koučování, a také vlastnila a provozovala řadu malých podniků na severovýchodě.

### Too Much and Never Enough
Příliš málo a nikdy dost: Jak moje rodina stvořila nejnebezpečnějšího muže na světě je neoprávněná biografie o Trumpovi zveřejněna 14. července 2020 od vydavatelské společnosti Simon & Schuster.